# روري ماكليستر
روري ماكليستر (بالإنجليزية: Rory McAllister)‏ (13 مايو 1987 في المملكة المتحدة - ) هو لاعب كرة قدم بريطاني في مركز الهجوم. شارك مع منتخب اسكتلندا تحت 20 سنة لكرة القدم ومنتخب اسكتلندا تحت 21 سنة لكرة القدم. أما مع النوادي، فقد لعب مع نادي إنفرنيس ونادي بريتشين سيتي ونادي بيترهيد ‏.

## وصلات خارجية
- روري ماكليستر على موقع قاعدة بيانات كرة القدم.إي يو (الإنجليزية)
- روري ماكليستر على موقع Soccerbase.com (لاعب) (الإنجليزية)
- روري ماكليستر على موقع Soccerway.com (الإنجليزية)